# Sebastian Jung
Sebastian Alexander Jung (Königstein im Taunus, 22 giugno 1990) è un calciatore tedesco, difensore del Karlsruhe.

## Carriera

### Presenze e reti nei club
Statistiche aggiornate al 1° marzo 2025.
| Stagione                        | Squadra                         | Campionato                      | Campionato | Campionato | Coppe nazionali | Coppe nazionali | Coppe nazionali | Coppe continentali | Coppe continentali | Coppe continentali | Altre coppe | Altre coppe | Altre coppe | Totale | Totale | Totale |
| Stagione                        | Squadra                         | Comp                            | Pres       | Reti       | Comp            | Pres            | Reti            | Comp               | Pres               | Reti               | Comp        | Pres        | Reti        | Pres   | Reti   |        |
| ------------------------------- | ------------------------------- | ------------------------------- | ---------- | ---------- | --------------- | --------------- | --------------- | ------------------ | ------------------ | ------------------ | ----------- | ----------- | ----------- | ------ | ------ | ------ |
| 2007-2008                       | Eintracht Francoforte           | OL                              | 7          | 0          | -               | -               | -               | -                  | -                  | -                  | -           | -           | -           | 7      | 0      |        |
| 2008-2009                       | Eintracht Francoforte           | RL                              | 16         | 0          | -               | -               | -               | -                  | -                  | -                  | -           | -           | -           | 16     | 0      |        |
| 2009-2010                       | Eintracht Francoforte           | RL                              | 7          | 1          | -               | -               | -               | -                  | -                  | -                  | -           | -           | -           | 7      | 1      |        |
| Totale Eintracht Francoforte II | Totale Eintracht Francoforte II | Totale Eintracht Francoforte II | 30         | 1          |                 | -               | -               |                    | -                  | -                  |             | -           | -           | 30     | 1      |        |
| 2008-2009                       | Eintracht Francoforte           | BL                              | 6          | 0          | CG              | 0               | 0               | -                  | -                  | -                  | -           | -           | -           | 6      | 0      |        |
| 2009-2010                       | Eintracht Francoforte           | BL                              | 14         | 1          | CG              | -               | -               | -                  | -                  | -                  | -           | -           | -           | 14     | 1      |        |
| 2010-2011                       | Eintracht Francoforte           | BL                              | 33         | 0          | CG              | 3               | 0               | -                  | -                  | -                  | -           | -           | -           | 36     | 0      |        |
| 2011-2012                       | Eintracht Francoforte           | 2L                              | 33         | 2          | CG              | 2               | 0               | -                  | -                  | -                  | -           | -           | -           | 35     | 2      |        |
| 2012-2013                       | Eintracht Francoforte           | BL                              | 32         | 1          | CG              | 1               | 0               | -                  | -                  | -                  | -           | -           | -           | 33     | 1      |        |
| 2013-2014                       | Eintracht Francoforte           | BL                              | 30         | 0          | CG              | 4               | 0               | UEL                | 6                  | 1                  | -           | -           | -           | 40     | 1      |        |
| Totale Eintracht Francoforte    | Totale Eintracht Francoforte    | Totale Eintracht Francoforte    | 148        | 4          |                 | 10              | 0               |                    | 6                  | 1                  |             | -           | -           | 164    | 5      |        |
| 2014-2015                       | Wolfsburg                       | BL                              | 22         | 0          | CG              | 2               | 0               | UEL                | 6                  | 0                  | -           | -           | -           | 30     | 0      |        |
| 2015-2016                       | Wolfsburg                       | BL                              | 11         | 0          | CG              | 1               | 0               | UCL                | 4                  | 0                  | -           | -           | -           | 16     | 0      |        |
| 2016-2017                       | Wolfsburg                       | BL                              | 4          | 0          | CG              | 0               | 0               | -                  | -                  | -                  | -           | -           | -           | 4      | 0      |        |
| 2017-2018                       | Wolfsburg                       | BL                              | 2          | 0          | CG              | 2               | 0               | -                  | -                  | -                  | -           | -           | -           | 4      | 0      |        |
| 2018-2019                       | Wolfsburg                       | BL                              | 1          | 0          | CG              | 0               | 0               | -                  | -                  | -                  | -           | -           | -           | 1      | 0      |        |
| Totale Wolfsburg                | Totale Wolfsburg                | Totale Wolfsburg                | 40         | 0          |                 | 5               | 0               |                    | 10                 | 0                  |             | -           | -           | 55     | 0      |        |
| 2016-2017                       | Wolfsburg II                    | RL                              | 3          | 0          | -               | -               | -               | -                  | -                  | -                  | -           | -           | -           | 3      | 0      |        |
| 2017-2018                       | Wolfsburg II                    | RL                              | 3          | 0          | -               | -               | -               | -                  | -                  | -                  | -           | -           | -           | 3      | 0      |        |
| 2018-2019                       | Wolfsburg II                    | RL                              | 1          | 0          | -               | -               | -               | -                  | -                  | -                  | -           | -           | -           | 1      | 0      |        |
| Totale Wolfsburg II             | Totale Wolfsburg II             | Totale Wolfsburg II             | 7          | 0          |                 | -               | -               |                    | -                  | -                  |             | -           | -           | 7      | 0      |        |
| 2019-2020                       | Hannover 96                     | 2L                              | 9          | 0          | CG              | 1               | 0               | -                  | -                  | -                  | -           | -           | -           | 10     | 0      |        |
| 2020-2021                       | Karlsruhe                       | 2L                              | 7          | 0          | CG              | 0               | 0               | -                  | -                  | -                  | -           | -           | -           | 7      | 0      |        |
| 2021-2022                       | Karlsruhe                       | 2L                              | 6          | 1          | CG              | 1               | 0               | -                  | -                  | -                  | -           | -           | -           | 7      | 1      |        |
| 2022-2023                       | Karlsruhe                       | 2L                              | 25         | 1          | CG              | 0               | 0               | -                  | -                  | -                  | -           | -           | -           | 25     | 1      |        |
| 2023-2024                       | Karlsruhe                       | 2L                              | 30         | 0          | CG              | 1               | 0               | -                  | -                  | -                  | -           | -           | -           | 31     | 0      |        |
| 2024-2025                       | Karlsruhe                       | 2L                              | 22         | 1          | CG              | 3               | 0               | -                  | -                  | -                  | -           | -           | -           | 25     | 1      |        |
| Totale Karlsruhe                | Totale Karlsruhe                | Totale Karlsruhe                | 90         | 3          |                 | 5               | 0               |                    | -                  | -                  |             | -           | -           | 95     | 3      |        |
| Totale carriera                 | Totale carriera                 | Totale carriera                 | 324        | 8          |                 | 21              | 0               |                    | 16                 | 1                  |             | -           | -           | 361    | 9      |        |

### Cronologia presenze e reti in Nazionale
| Cronologia completa delle presenze e delle reti in nazionale ― Germania | Cronologia completa delle presenze e delle reti in nazionale ― Germania | Cronologia completa delle presenze e delle reti in nazionale ― Germania | Cronologia completa delle presenze e delle reti in nazionale ― Germania | Cronologia completa delle presenze e delle reti in nazionale ― Germania | Cronologia completa delle presenze e delle reti in nazionale ― Germania | Cronologia completa delle presenze e delle reti in nazionale ― Germania | Cronologia completa delle presenze e delle reti in nazionale ― Germania |
| Data                                                                    | Città                                                                   | In casa                                                                 | Risultato                                                               | Ospiti                                                                  | Competizione                                                            | Reti                                                                    | Note                                                                    |
| ----------------------------------------------------------------------- | ----------------------------------------------------------------------- | ----------------------------------------------------------------------- | ----------------------------------------------------------------------- | ----------------------------------------------------------------------- | ----------------------------------------------------------------------- | ----------------------------------------------------------------------- | ----------------------------------------------------------------------- |
| 13-5-2014                                                               | Amburgo                                                                 | Germania                                                                | 0 – 0                                                                   | Polonia                                                                 | Amichevole                                                              | -                                                                       | 71’                                                                     |
| Totale                                                                  |                                                                         | Presenze                                                                | 1                                                                       |                                                                         | Reti                                                                    | 0                                                                       |                                                                         |

## Palmarès

### Club

#### Competizioni nazionali
- Coppa di Germania: 1

Wolfsburg: 2014-2015
- Supercoppa di Germania: 1

Wolfsburg: 2015